# Goliat płochliwy
Goliat płochliwy, żaba goliat (Conraua goliath) – gatunek płaza bezogonowego z rodziny Conrauidae. Występuje w południowo-zachodnim Kamerunie i dalej na południe po Park Narodowy Monte Alén w Gwinei Równikowej, w lasach deszczowych – w rzekach o szybkim prądzie, często w pobliżu bystrzyn i wodospadów.
Prowadzi wodny tryb życia, jest aktywny w nocy. Jest bardzo płochliwy i ostrożny. Żywi się dużymi bezkręgowcami, ponadto rybami, innymi płazami bezogonowymi, drobnymi ptakami i ssakami. Gatunek zagrożony wytępieniem m.in. ze względu na smaczne mięso. Objęty międzynarodową ochroną.

## Morfologia
Goliaty płochliwe są największymi żyjącymi płazami bezogonowymi na Ziemi. Samce osiągają 26–30 cm długości ciała oraz masę ponad 3 kg. Samice są mniejsze – ich długość ciała wynosi 18–22 cm. 
Przy maksymalnym rozciągnięciu ciała osiągają długość nawet 90 cm.
Poszczególne osobniki różnią się od siebie ubarwieniem. Najczęściej przyjmują barwę oliwkowobrązową, brunatną lub czarną. Podbrzusze goliatów jest w kolorze żółtawopomarańczowym. Szorstka, wilgotna skóra umożliwia wymianę gazową.

## Rozmnażanie i młode
Goliaty tworzą trzy rodzaje sadzawek na miejsce złożenia skrzeku przez samicę. Pierwszy rodzaj tworzony jest przez wykopywanie z płytkich sadzawek warstwy butwiejących liści oraz żwiru i spychaniu ich na brzeg. W ten sposób płazy tworzą niewielką tamę ochraniającą młode. Konstrukcja drugiego typu sadzawki polega na oczyszczaniu przez goliaty z liści i martwej materii organicznej bajorek występujących naturalnie w zagłębieniach rzek. Przy budowie trzeciego rodzaju sadzawek goliaty przesuwają ku brzegom kamienie, dzięki czemu uzyskują okrągłe zagłębienia w mule rzecznym. Trzeci typ sadzawek najskuteczniej zapobiega wypływaniu skrzeku oraz zalewaniu podczas większych opadów. Prawdopodobnie budową sadzawek zajmują się samce, natomiast ochroną samice.
Badacze z Muzeum Historii Naturalnej w Berlinie wiążą ewolucję gigantyzmu u goliata płochliwego z wysiłkiem wkładanym przezeń w przesuwanie kamieni i budowanie sadzawek.
Goliaty płochliwe żyjące w naturalnym środowisku osiągają wiek do 15 lat.